# Municipio de Cornwall (Dakota del Sur)
El municipio de Cornwall (en inglés: Cornwall Township) es un municipio ubicado en el condado de Spink en el estado estadounidense de Dakota del Sur. En el año 2010 tenía una población de 45 habitantes y una densidad poblacional de 0,49 personas por km².

## Geografía
El municipio de Cornwall se encuentra ubicado en las coordenadas 44°39′28″N 98°16′17″O / 44.65778, -98.27139. Según la Oficina del Censo de los Estados Unidos, el municipio tiene una superficie total de 92.63 km², de la cual 92,01 km² corresponden a tierra firme y (0,67 %) 0,62 km² es agua.

## Demografía
Según el censo de 2010, había 45 personas residiendo en el municipio de Cornwall. La densidad de población era de 0,49 hab./km². De los 45 habitantes, el municipio de Cornwall estaba compuesto por el 97,78 % blancos y el 2,22 % eran de una mezcla de razas. Del total de la población el 0 % eran hispanos o latinos de cualquier raza.